# Ahualulco (kommun)
Ahualulco är en kommun i Mexiko.   Den ligger i delstaten San Luis Potosí, i den centrala delen av landet, 400 km nordväst om huvudstaden Mexico City.
Följande samhällen finns i Ahualulco:
- Ahualulco
- Paso Bonito
- San Juan
- Santa Teresa
- El Zapote
- Barrancas
- San Antonio Ojo de Agua
- Coyotillos
- Cañada Grande
- San Salvador
- La Higuera
- Estación Ipiña
- Colonia de la Cruz
- La Parada
- El Zapatero
- Rincón de Yerbabuena
- Tierra Prieta
- Cochinillas
- El Salitre
- El Temazcal
- Arenal de Morelos
- La Mezclita
- Mina Blanca
- Los Cerritos
- Estancia del Arenal